# Abáigar
Abáigar là một đô thị trong tỉnh và cộng đồng tự trị Navarre, Tây Ban Nha. Đô thị này có diện tích là 4,86 km² ki-lô-mét vuông, dân số năm 2007 là 101 người với mật độ 20,78 người/km². Abáigar cách tỉnh lỵ 58 km. Mã số bưu chính là 31280.

## Biến động dân số
| 1897 | 1900 | 1930 | 1940 | 1950 | 1960 | 1970 | 1975 | 1981 | 1991 | 1999 | 2005 |
| ---- | ---- | ---- | ---- | ---- | ---- | ---- | ---- | ---- | ---- | ---- | ---- |
| 206  | 216  | 229  | 210  | 232  | 201  | 150  | 110  | 103  | 95   | 99   | 103  |